# Herdegen Valzner

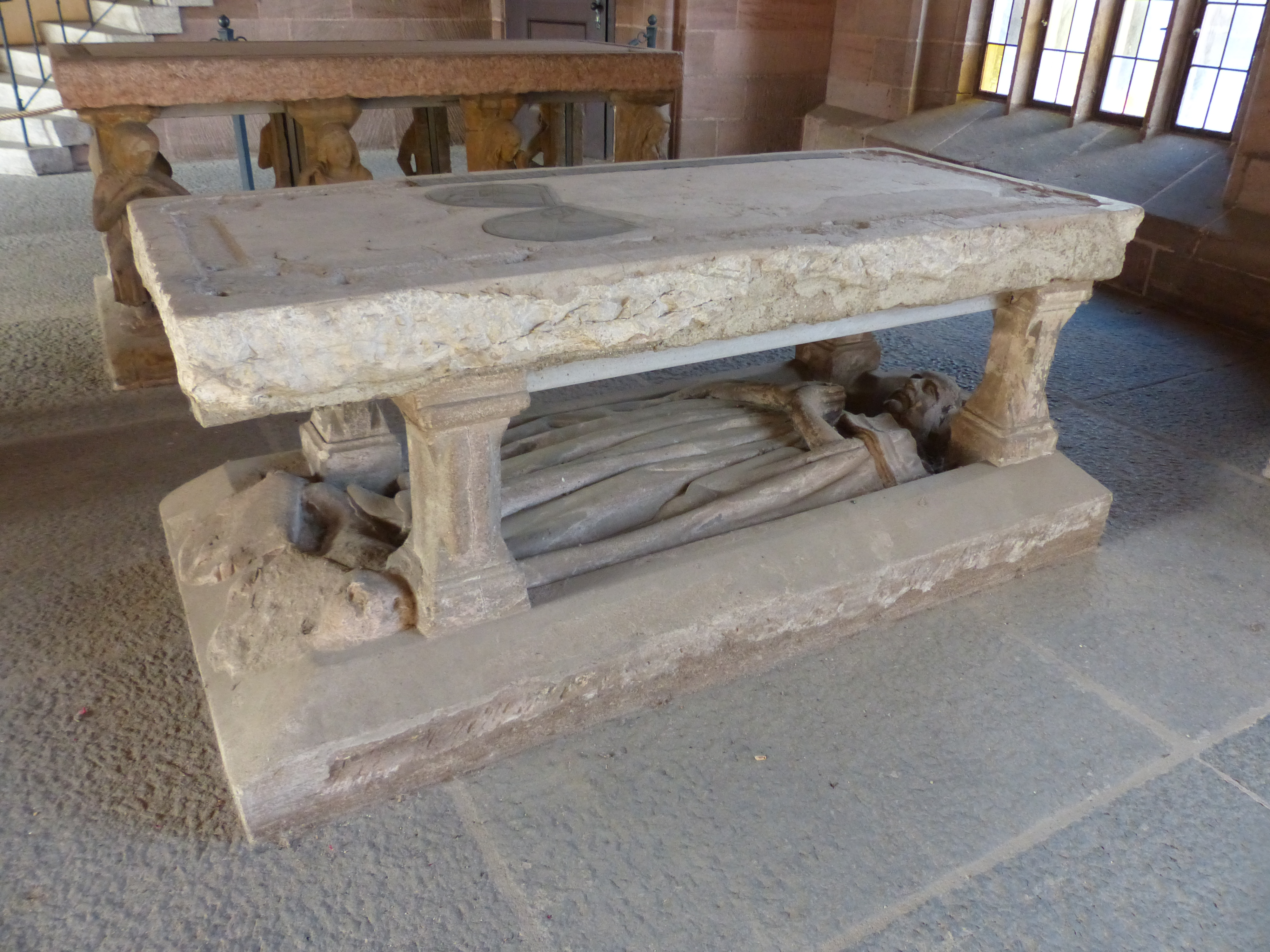
Grabmal im Kreuzigungshof

Herdegen Valzner († 1423) war ein Nürnberger Montanunternehmer, Finanzmakler und Pfleger des Heilig-Geist-Spitals. Er stammte aus der Patrizierfamilie Valzner, die ihren Reichtum im böhmischen Bergbau erwarb.
1403 wurde Herdegen Mitglied des Kleineren Rats und Älterer Bürgermeister. 1405 gehörte er zum Kreis der Septemvirn, wo er in den ersten Belegen ab 1416 verzeichnet war.
1403 kaufte er Hammerwerk und Sitz Gleißhammer, für den er der Reichsstadt Nürnberg1408 das Öffnungsrecht erneuerte. Er erhielt jedoch keine Baugenehmigung für den geplanten großen Herrensitz dort und errichtete stattdessen ein Stadthaus in Nürnberg.
Herdegen Valzner machte mehrere Stiftungen, darunter 1419 die Mauritiuskapelle und Valznerkapelle des Heilig-Geist-Spitals, die 1945 zerstört wurde. Der Valznerweiher ist nach ihm benannt.
Sein Grabmal befindet sich im Kreuzigungshof des Heilig-Geist-Spitals neben dem Grabmal von Konrad Groß.